# Croghan (hrabstwo Lewis)
Croghan – wieś w Stanach Zjednoczonych, w stanie Nowy Jork, w hrabstwie Lewis.